# Mobach Keramiek

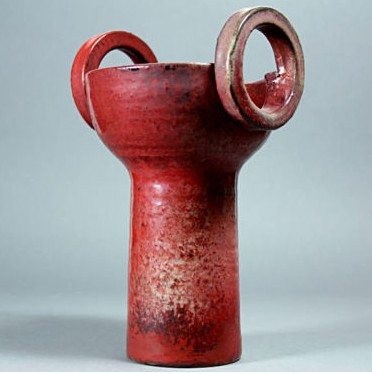
Mobach, vaas, 20e eeuw

Mobach Keramiek is een aardewerkfabriek in de Nederlandse stad Utrecht die eind 19e eeuw werd opgericht. Het is vooral bekend van de kunstzinnige hoogstaande keramieken die het sindsdien maakt.

## Geschiedenis
Het bedrijf werd in 1895 in Utrecht als de Utrechtsche Pottenfabriek opgericht door de uit een Friese pottenbakkersfamilie stammende Klaas Jaan Mobach. Diverse generaties hebben het vervolgens voortgezet. Het proces van de vervaardiging van keramiek is in de loop der geschiedenis vrijwel gelijk gebleven. Hierbij wordt het aardewerk in kleine serie of als unica gedraaid of handmatig opgebouwd uit kleirollen of -platen, waarna het geglazuurd wordt. Met name de manshoge plantbakken en -vazen zijn bekende keramiekprodukten van Mobach. Piet Klaarhamer en Gerrit Rietveld ontwierpen een aantal vazen.
Het uit 1913 daterende fabrieksgebouw aan de Kanaalweg langs het Merwedekanaal, tezamen met drie bijbehorende arbeiderswoningen, hebben de status van rijksmonument. Een deel van de collectie is op die locatie ondergebracht in een museum dat eenmaal per jaar open is.
Aan de Oudegracht 198 voerde de familie Mobach sinds 1910 tevens een winkel waar ze hun keramieken verkochten. De winkel werd in 1970 overgenomen door een andere eigenaar en in 1975 verhuisd naar de Choorstraat. Onder de noemer Mobach was het een speciaalzaak in vormgevingsartikelen die daar tot 2014 bestond.

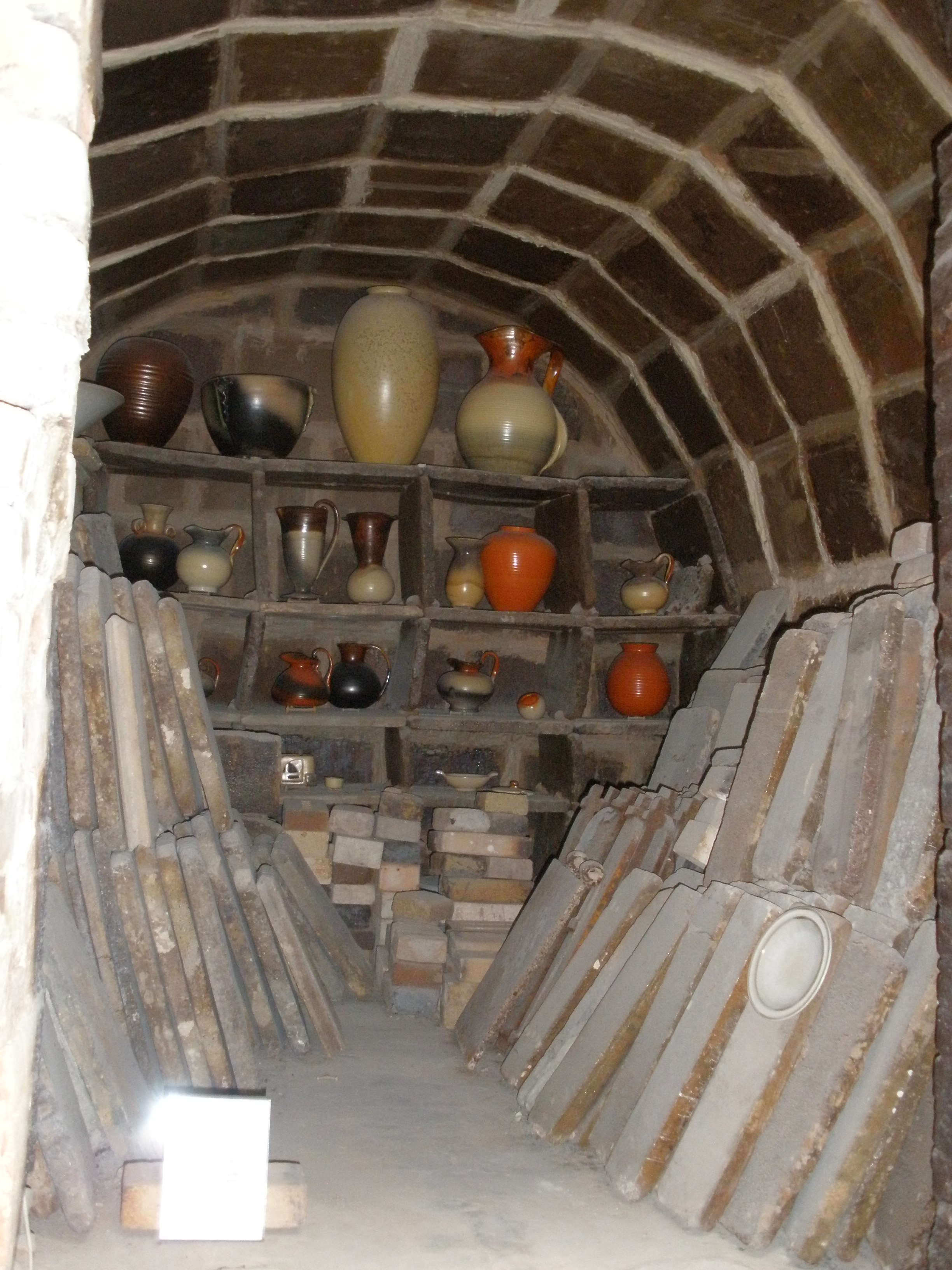
Unieke moffeloven uit 1922 in de aardewerkfabriek
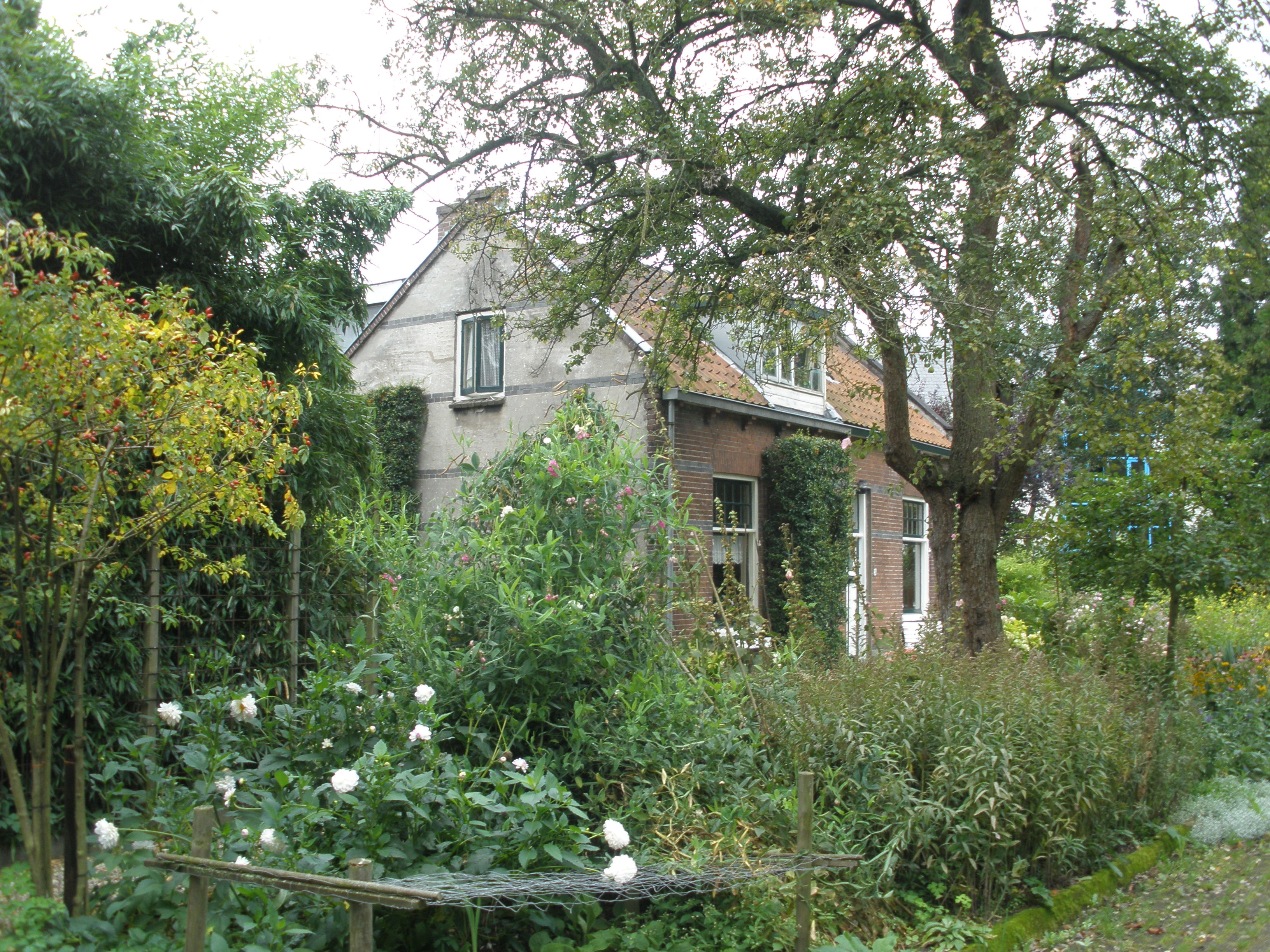
Arbeiderswoningen